# Muktagacha Upazila

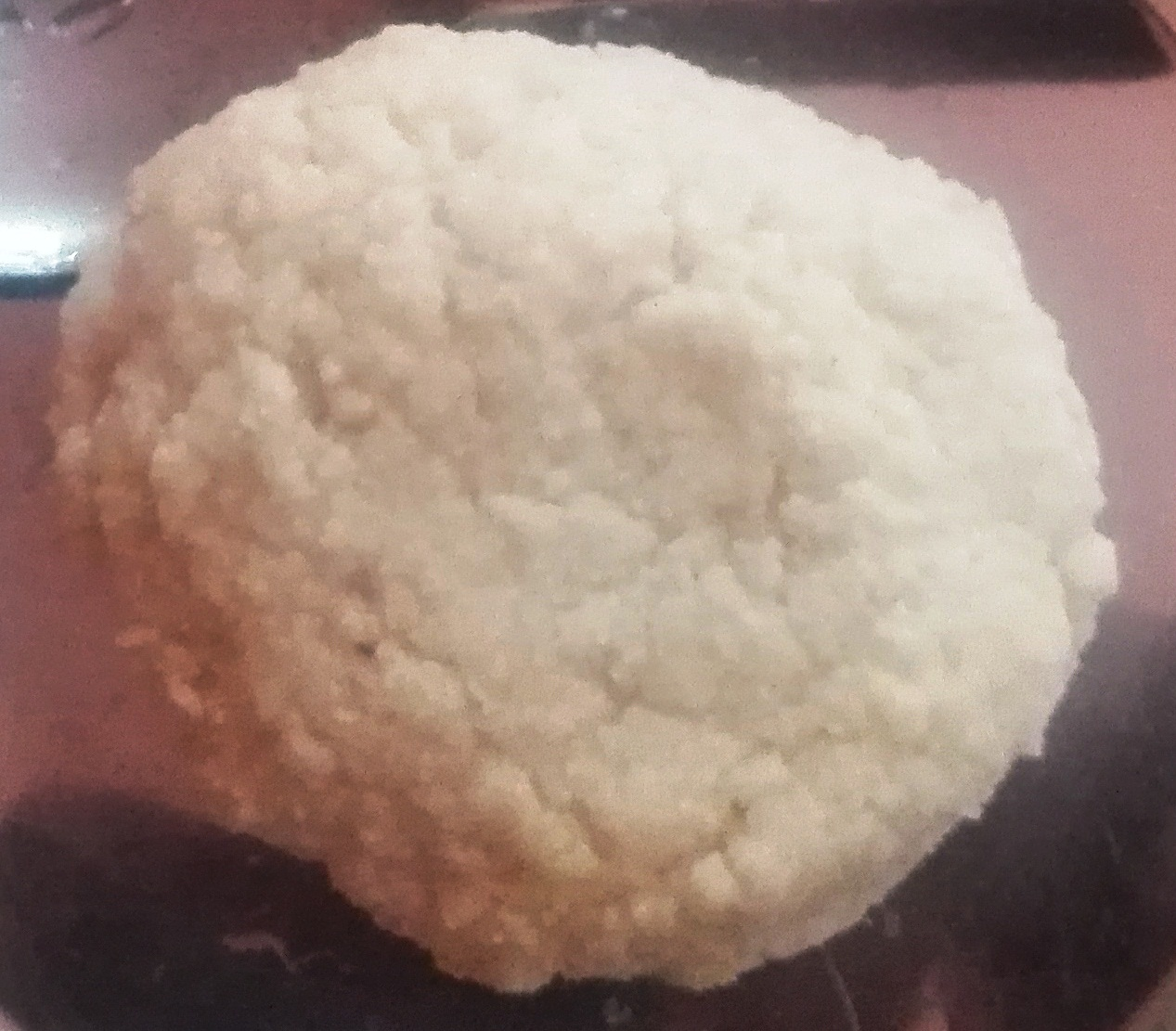
Monda, Muktagacha, Maymensing

Muktagacha Upazila är ett underdistrikt i Bangladesh. Det ligger i den centrala delen av landet, 120 km norr om huvudstaden Dhaka.
Trakten runt Muktagacha Upazila består till största delen av jordbruksmark. Runt Muktagacha Upazila är det mycket tätbefolkat, med 1 573 invånare per kvadratkilometer.